# يوشيفومي كوندو
يوشيفومي كوندو (31 آذار 1950 - 21 كانون الثاني 1998) كان فنان رسوم ياباني عمل مع إستديو قبلي في سنواته الأخيرة.
ولد في مدينة غوسين، نييغاتا، اليابان. عمل كمخرج رسوم في أعمال مثل شما في البراري الخضراء وشرلوك هولمز وكيكي لخدمة التوصيل ومطر الذكريات والأميرة مونونوكي.
أخرج كوندو فيلم همس القلب سنة 1995 وكان من المتوقع أن يكون شريكاً رئيسياً لميازاكي وتاكاهاتا.

## روابط خارجية
- يوشيفومي كوندو على موقع IMDb (الإنجليزية)
- يوشيفومي كوندو على موقع ألو سيني (الفرنسية)
- يوشيفومي كوندو على موقع أول موفي (الإنجليزية)
- يوشيفومي كوندو على موقع قاعدة بيانات الأفلام السويدية (السويدية)
- يوشيفومي كوندو على موقع قاعدة بيانات الفيلم (الإنجليزية)
- يوشيفومي كوندو على موقع كينوبويسك (الروسية)
- يوشيفومي كوندو على موقع ANN person (الإنجليزية)